# Laurie Saulnier
Laurie Saulnier est une footballeuse française, née le 8 mai 1995 à Avignon dans le Vaucluse. Elle évolue au poste de milieu de terrain ou de défenseure latérale au Football Féminin Nîmes Métropole Gard en Division 1.

## Biographie

### Reconversion
Lors de la saison 2022-2023, elle suit au CNF Clairefontaine la formation au DESJEPS mention football.

## Statistiques et palmarès

### Statistiques
Le tableau suivant présente, pour chaque saison, le nombre de matchs joués et de buts marqués dans le championnat national, en Coupe de France (Challenge de France) et éventuellement en compétitions internationales. Le cas échéant, les sélections nationales sont indiquées dans la dernière colonne.
| Saison    | Club        | Championnat | Championnat | Championnat | Coupe nationale | Coupe nationale | Coupe nationale | Sélections nationales | Sélections nationales | Sélections nationales |
| Saison    | Club        | Type        | Matchs      | Buts        | Type            | Matchs          | Buts            | Type                  | Matchs                | Buts                  |
| 2010-2011 | FCF Monteux | D2          | 15          | 9           | -               | -               | -               | U17                   | 2                     | 0                     |
| 2011-2012 | FCF Monteux | CNF19 + D2  | 1 + 16      | 1 + 4       | CdF             | 2               | 0               | U16 + U17             | 4 + 10                | 0 + 2                 |
| 2012-2013 | FCF Monteux | CNF19 + D2  | 2 + 17      | 0 + 7       | CdF             | 2               | 2               | U17                   | 3                     | 0                     |
| 2013-2014 | FCF Monteux | CNF19 + D2  | 2 + 20      | 0 + 11      | CdF             | -               | -               | -                     | -                     | -                     |
| 2014-2015 | FCF Monteux | D2          | 4           | 2           | CdF             |                 |                 |                       |                       |                       |

### Palmarès

#### En sélection
- Occitanie
  - Vice-championne de l’Europeada 2016 :  2016 en Italie ; meilleure buteuse ex aequo
- France U17
  - Championne du Monde des moins de 17 ans : 2012 en Azerbaïdjan
  - Vice-championne d'Europe des moins de 17 ans : 2012 en Suisse
- France U16
  - Vainqueur de la Nordic Cup : 2011 en Finlande